# 第158師団 (日本軍)
第158師団（だいひゃくごじゅうはちしだん）は、大日本帝国陸軍の師団の一つ。陸軍として最後に編成が命ぜられた師団である。

## 沿革
1945年（昭和20年）に入り、関東軍は南方へ兵力の過半数を引き抜かれていたが満洲居留邦人15万名、在郷軍人25万名を「根こそぎ動員」、さらに中国戦線から4個歩兵師団を戻してなんとか74万人の兵員を調達した。さらに以前関東軍特種演習により本土から輸送させた戦車200輌、航空機200機、火砲1000門も健在であった。しかし兵員の半数以上は訓練不足、日ソ中立条約違反を想定していなかった関東軍首脳部の混乱、物質不足（砲弾は約1200発ほどで、航空部隊のほとんどが戦闘未経験者。また小銃が行き渡らない兵士だけでも10万名以上）のため事実上の戦力は30万名程度だったといわれている。
第158師団は上記の「根こそぎ動員」とは異なり、召集された満洲在留邦人による編成ではなく、満洲に所在する教育訓練を終えた下士官候補隊、幹部候補生教育隊を基幹に編成が命ぜられた。しかし、編成命令のあった1945年8月10日の前日にはソ連対日参戦があり、編成を完了できずに新京で終戦を迎えた。

## 師団概要

### 歴代師団長
- 未就任

### 最終所属部隊
- 歩兵第389連隊（満洲）
- 歩兵第390連隊（満洲）
- 歩兵第391連隊（満洲）